# Mike Lazaridis
Mike Lazaridis, né le 14 mars 1961 à Istanbul, est un homme d'affaires canadien.
Il étudie l'électrotechnique à l'Université de Waterloo, mais abandonne ses études afin de fonder avec Douglas Fregin l'entreprise Research in Motion (RIM) en 1985. La société commercialise le BlackBerry et est rebaptisée du nom de son produit phare en janvier 2013. Lazaridis partage la fonction de directeur général avec Jim Balsillie jusqu'à leur démission commune en janvier 2012. L'année suivante, il cofonde le fonds d'investissement Quantum Valley Investments.

## Biographie

### Jeunesse et formation
Les parents de Mike Lazaridis sont d'origine grecque. Établis dans le quartier grec de la ville d'Istanbul, ils décident en 1966 de quitter la Turquie en raison des tensions entre les deux pays. Ils s'installent à Windsor, une ville de la province canadienne de l'Ontario, alors que leur fils est âgé de cinq ans. Le père travaille pour le constructeur automobile Chrysler et la mère exerce son métier de couturière depuis leur domicile. Passionné d'électronique et adepte du bricolage, l'enfant fabrique notamment des postes de radio. Il est récompensé pour avoir lu tous les ouvrages scientifiques disponibles dans la bibliothèque publique de la ville,. Mike Lazaridis et son camarade Douglas Fregin fabriquent un micro-ordinateur rudimentaire, programmable en déplaçant des interrupteurs. L'un de leurs professeurs, John Micsinszki, les pousse à s'intéresser à la communication sans fil,.
Durant sa jeunesse, Lazaridis s'intéresse à la science-fiction. Il est notamment fan de Star Trek et est marqué par les communicateurs portables utilisés par les personnages de la série télévisée. Il étudie l'électrotechnique (electrical engineering) à l'Université de Waterloo. La vente de buzzers pour jeux télévisés, qu'il a conçu au lycée, contribue à payer ses frais de scolarité. Il effectue des stages en alternance et travaille notamment pour Control Data Corporation, une entreprise américaine qui conçoit des supercalculateurs. L'étudiant met au point un système permettant de transmettre des données et de les afficher sur un écran et le vend aux magasins de la région afin de remplacer les affiches imprimées. En 1984, il abandonne ses études avant l'obtention de son diplôme afin de se consacrer à ses activités,.

### Research In Motion
En février 1985, Mike Lazaridis et Douglas Fregin fondent une entreprise, baptisée Reseach In Motion. L'un de leurs premiers clients est la branche canadienne de General Motors, qui souhaite tester leur système de transmission de données sur ses chaînes de montage,.
Research In Motion commercialise notamment des pagers et connaît le succès grâce à la gamme BlackBerry. En janvier 2012, sous la pression des actionnaires inquiets des résultats de l'entreprise, Mike Lazaridis quitte ses fonctions de directeur général et président du conseil d'administration de RIM.
Lazaridis dépose plus d'une trentaine de brevets au cours de sa carrière.

### Autres activités
Mike Lazaridis investit 150 millions de dollars canadiens dans un institut de recherche indépendant spécialisé en physique théorique, le Perimeter Institute for Theoretical Physics, ouvert en 1999. Il finance également une unité de recherche de l'université, l'Institute for Quantum Computing (ICQ), dédiée à la physique quantique,. En mars 2013, Lazaridis et Douglas Fregin fondent le fonds d'investissement Quantum Valley Investments afin de financer des entreprises travaillant dans le domaine de l'informatique quantique.
L'homme d'affaires est membre du Conseil de recherches en sciences naturelles et en génie du Canada (CRSNG). Il est nommé chancelier de l'Université de Waterloo en 2003.

## Fortune
Mike Lazaridis détient plus de 5 % du capital de Research in Motion. À partir de 2007, sa fortune lui permet de figurer dans la liste des milliardaires établie par le magazine américain Forbes. En juin 2008, le cours de l'action RIM s'élève à 144 dollars américains et la fortune de l'homme d'affaires est évaluée par le magazine à 3,6 milliards de dollars. En mars 2012, le cours est descendu aux alentours de 13 dollars, ce qui entraîne sa sortie de la liste.

## Distinctions
Depuis 2006, Mike Lazaridis est officier de l'Ordre du Canada et de l'Ordre de l'Ontario.

## Récompenses
Lazaridis reçoit un doctorat honoraire de l'Université de Waterloo en 2000, puis de l'Université McMaster en 2005,.
Mike Lazaridis et Gary Mousseau reçoivent en 2002 le prix Ernest C. Manning (en).